# Qidu (sockenhuvudort i Kina, Jiangxi Sheng, lat 27,28, long 115,56)
Qidu är en sockenhuvudort i Kina. Den ligger i provinsen Jiangxi, i den sydöstra delen av landet, omkring 160 kilometer söder om provinshuvudstaden Nanchang. Antalet invånare är 13 493. Befolkningen består av 6 345 kvinnor och 7 148 män. Barn under 15 år utgör 21,0 %, vuxna 15-64 år 71 %, och äldre över 65 år 7,0 %.
Runt Qidu är det ganska tätbefolkat, med 139 invånare per kvadratkilometer. Närmaste större samhälle är Zuolong, 15,1 km väster om Qidu. I omgivningarna runt Qidu växer huvudsakligen savannskog.
Genomsnittlig årsnederbörd är 2 221 millimeter. Den regnigaste månaden är juni, med i genomsnitt 358 mm nederbörd, och den torraste är oktober, med 20 mm nederbörd.